# Томас Малори
Сър Томас Малори (на английски: Thomas Malory, ок. 1415 – 14 март 1471 г.) е английски писател, автор и съставител на Смъртта на Артур. Антикварят Джон Леланд (1506 – 1552) го счита за уелсец, но повечето съвременни учени вярват, че той е сър Томас Малори от Нюболд Ревъл в Уорикшър. Името произлиза от старофренската дума maleüré, означаваща „злощастен“ или „злочест“.
Малори вероятно е роден около 1405 г. (макар някои учени да предлагат по-ранна дата). През 1444 и 1445 г. Малори е избиран за представител на своето графство в Английския парламент. През 50-те години на XV век Малори натрупва дълъг списък с криминални обвинения, включително за въоръжен обир, изнасилване, крадене на овце и опит за засада на Хъмфри Стафърд, първи херцог на Бъкингам. Малори е затворен последователно на няколко места в Лондон, но от време на време е освобождаван под гаранция. Двукратно бяга от затвора, веднъж биейки се с разнообразни оръжия и преплувайки ров с вода. Срещу него никога не е заведено дело по отправените му обвинения. През 60-те години на XV век поне веднъж е помилван от крал Хенри VI, но по-често специално е изключван от помилване от Хенри VI, както и от неговия съперник и наследник Едуард IV. Малори вероятно е поддръжник на Ланкастърската династия по време на Войната на розите. Вероятно участва в ланкастърския заговор на Кук през 1468 г., което става причина да бъде изключен от общото помилване. Може да се заключи от коментари, които Малори прави в края на раздели от повествованието си, че поне част от творбата си е написал в затвора. Уилям Олдис предполага, че Малори може да е бил свещеник на основание на себеописанието в колофона на Смъртта на Артур, творбата, която го прави най-видния писател на артуровата легенда.
Малори умира през март 1471 г., по-малко от две години след завършването на книгата си, която е отпечатана през 1485 г. от Уилям Какстън.